# صفة صلاة النبي
صفة صلاة النبي  كتاب للشيخ محمد ناصر الدين الألباني، رتبه بحسب كيفية الصلاة من بدايتها باستقبال القبلة والقيام والتكبير إلى نهايتها بالتسليم ووجوب السلام، مبينًا حكم كل صفة للصلاة من وجوب أو ندب مع الاستشهاد بالأحاديث الواردة في ذلك مع ذكر الفقهاء الذين يعتمد عليهم في تلك المسألة لتقوية مذهبه مع إشارته إن وجد مخالفًا له ومناقشة أدلته.
أظهر الشيخ الألباني في هذا الكتاب اجتهاده المطلق في علم الحديث حيث لا يعمل بالأحاديث التي يظهر له فيه ضعف مع استشهاده بالفقهاء الأوائل في التصحيح والتضعيف واستنباط الأحكام الفقهية وإن عمل بها بعض الفقهاء.

## سبب تأليف الكتاب
تكلم بعد مقدمة طبعة الكتاب عن السبب الباعث لتأليفه الكتاب فقال: 
| « | وكنت لم أقف على كتاب جامع في هذا الموضوع؛ فقد رأيت من الواجب عليّ أن أضع لإخواني المسلمين – ممن همُّهُم الاقتداء في عبادتهم بهدي نبيهم ﷺ كتابًا مستوعبًا ما أمكن لجميع ما يتعلق بصفة صلاة النبي ﷺ من التكبير إلى التسليم، بحيث يسهل على من وقف عليه –من المحبين للنبي ﷺ حبا صادقا- القيام بتحقيق أمره في الحديث المتقدم:(صلوا كما رأيتموني أصلي)، ولهذا فإني شمرت عن ساعد الجدّ، وتتبعت الأحاديث المتعلقة بما إليه قصدت من مختلف كتب الحديث، فكان من ذلك هذا الكتاب الذي بين يديك. | » |

## طريقة الكتاب
تكلم على طريقته في الكتاب فقال: 
| « | و قد اشترطت على نفسي أن لا أورد فيه من الأحاديث النبوية إلا ما ثبت سنده؛ حسبما تقتضيه قواعد الحديث الشريف وأصوله، وضربت صفحا عن كل ما تفرّد به مجهول أو ضعيف؛ سواء كان في الهيئات أو الأذكار أو الفضائل و غيرها، لأنني أعتقد أن فيما ثبت من الحديث غُنية عن الضعيف منه؛ لأنه لا يفيد بلا خلاف إلا الظن؛ والظن المرجوح، وهو كما قال تعالى: «لَا يُغْنِي مِنَ الْحَقِّ شَيْئًا». قال ﷺ: «إياكم و الظن، فإن الظن أكذب الحديث»، فلم يتعبدنا الله تعالى بالعمل به، بل نهانا رسول الله ﷺ عنه فقال: «اتقوا الحديث عني إلا ما علمتم». فإذا نهى عن رواية الضعيف؛ فبالأحرى أن ينهى عن العمل به. هذا؛ وقد كنت وضعت الكتاب على شرطين: أعلى و أدنى، أما الأول فهو كالمتن أوردت فيه متون الأحاديث أو الجمل اللازمة منها، ووضعتها في أماكنها اللائقة بها، مؤلفا بين بعضها بحيث يبدو الكتاب منسجما من أوله إلى آخره، وحرصت على المحافظة على نص الحديث و لفظه الذي ورد في كتب الستة، وقد يكون له ألفاظا فأوثر منها لفظًا لفائدة التأليف أو غيره، وقد أضم إليه غيره من الألفاظ فأنبه على ذلك بقولي: «وفي لفظ:كذا وكذا» أو «وفي رواية:كذا وكذا»، ولم أعزها إلى رواتها عن الصحابة إلا نادرا، ولا بينت من رواها من أئمة الحديث تسهيلا للمطالعة والمراجعة. وأما الشطر الآخر فهو كالشرح لما قبله، خرّجت فيه الأحاديث الواردة في الشطر الأعلى، مستقصيا ألفاظه وطرقه مع الكلام على أسانيدها وشواهدها تعديلاً وترجيحًا، وتصحيحًا وتضعيفًا؛ حسبما تقتضيه علوم الحديث الشريف وقواعده، وكثيرًا ما يوجد في بعض الطرق من الألفاظ والزيادات ما لا يوجد في الطرق الأخرى، فأضيفها إلى الحديث الوارد في القسم الأعلى إذا أمكن انسجامًا مع أصله، وأشرت إلى ذلك بجعلها بين قوسين مستطيلين «هكذا [ ]»، دون أن أنص على من تفرد بها من المخرجين لأصله، هذا إذا كان مصدر الحديث و مخرجه عن صحابي واحد؛ إلا جعلته نوعًا آخر مستقلًا بنفسه؛ كما تراه في أدعية الاستفتاح وغيره، وهذا شيء عزيز نفيس لا تكاد تجده هكذا في كتاب، والحمد لله الذي بحمده تتم الصالحات. كما أذكر فيه مذاهب العلماء حول الحديث الذي خرجناه، ودليل كل منهم مع مناقشتها وبيان مالها وما عليها، ثم نستخلص من ذلك الحق الذي أوردناه في القسم الأعلى، وقد أورد فيه بعض المسائل التي ليس عليها نص في السنة؛ إنما هي من المجتهد فيها، ولا تدخل في موضوع كتابنا هذا. | » |

## موضوعات الكتاب
- استقبال القبلة
- القيام
- صلاة المريض جالسا
- الصلاة في السفينة
- القيام و القعود في صلاة الليل
- الصلاة في النعال و الأمر بها
- الصلاة على المنبر
- السُترة ووجوبها
- ما يقطع الصلاة
- الصلاة اتجاه القبر
- النية
- التكبير
- رفع اليدين
- وضع اليُمنى على اليُسرى و الأمر به
- وضعهما على الصدر
- النظر إلى موضع السجود، و الخشوع
- أدعية الاستفتاح
- القراءة
- القراءة آيى آية
- ركنية الفاتحة وفضائلها
- نسخ القراءة وراء الإمام في الجهرية
- وجوب القراءة في السر التأمين وجهر الإمام به
- قراءته صلى الله عليه وسلم بعد الفاتحة
- جمعه صلى الله عليه وسلم بين النظائر وغيرها فيق الركعة
- جواز الاقتصار على الفاتحة
- الجهر والإسرار في الصلوات الخمس وغيرها
- ما كان يقرؤه صلى الله عليه و سلم في الصلوات
- القراءة في سنة الفجر
- قراءته صلى الله عليه وسلم آيات بعد الفاتحة في الأخرتين
- وجوب قراءة الفاتحة في كل ركعة
- ترتيل القراءة وتحسين الصوت بها
- الفتح على الإمام الاستعادة و التفل في الصلاة لدفع الوسوسة
- صفة الركوع
- وجوب الطمأنينة في الركوع
- أذكار الركوع
- إطالة الركوع
- النهي عن قراءة القرآن في الركوع
- الاعتدال من الركوع، وما يقول فيه
- السجود الخرور إلى السجود على اليدين
- وجوزب الطمأنينة في السجود
- النهي عن قراءة القرآن في السجود
- إطالة السجود فضل السجود
- السجود على الأرض و الحصير
- الرفع من السجود
- الإقاع بين السجدتين
- وجوب الاطمئنان بين السجدتين
- الأذكار بين السجدتين
- الاعتماد على اليدين في النهوض إلى الركعة
- وجوب قراءة الفاتحة في كل ركعة
- التشهد الأول- جلسة التشهد
- تحريك الإصبع في التشهد
- وجوب التشهد الأول، ومشروعية الدعاء فيه
- صيغ التشهد
- الصلاة على النبي، وموضعها، وصيغها
- فوائد مهمة في الصلاة على نبي الأمة
- القيام إلى الركعة الثالثة ثم الرابعة
- القنوت في الصلوات الخمس للنازلة
- القنوت في الوتر
- التشهد الأخير – وجوب التشهد
- وجوب الصلاة على النبي صلى الله عليه و سلم
- وجوب الاستعاذة من ربع قبل الدعاء
- الدعاء قبل السلام وأنواعه
- التسليم
- وجوب السلام
- الخاتمة